# Robert Fremr
Robert Fremr (Praag, 8 november 1957) is een Tsjechisch jurist. Hij was rechter voor het Rwanda-tribunaal en is dat sinds 2012 voor het Internationale Strafhof. Daarnaast is hij docent strafrecht aan de Karelsuniversiteit.

## Levensloop
Fremr studeerde rechten aan de Karelsuniversiteit in Praag en behaalde hier zijn doctorstitel in de rechten in 1981. Ook later volgde hij nog studies, waaronder in 1992 aan de Haagsche Academie voor Internationaal Recht, in 1997 aan de Universiteit van Edinburgh en in 1999 op basis van een  Eisenhower Exchange Fellowships in negen steden in de Verenigde Staten.
In 1983 werd hij districtsrechter, in 1986 rechter van het Hof van Beroep en hij klom uiteindelijk op tot rechter van het Hooggerechtshof in 2004. Hij was tweemaal rechter ad litem voor het Rwanda-tribunaal, van 2006 tot 2008 en van 2010 tot 2012. Tussendoor keerde hij terug naar zijn functie als opperrechter.
Daarnaast vertegenwoordigde hij zijn land in verschillende commissies van specialisten van de Raad van Europa die gericht waren tegen georganiseerde misdaad en corruptie en op de rechten van de mens. Hij doceert strafrecht aan de Karelsuniversiteit en is lid van de Adviesraad van Europese rechters.
In 2012 werd hij benoemd tot rechter van de kamer van beroep van het Internationale Strafhof in Den Haag.